# Berkeley College (Yale)
Ne doit pas être confondu avec Berkeley College.

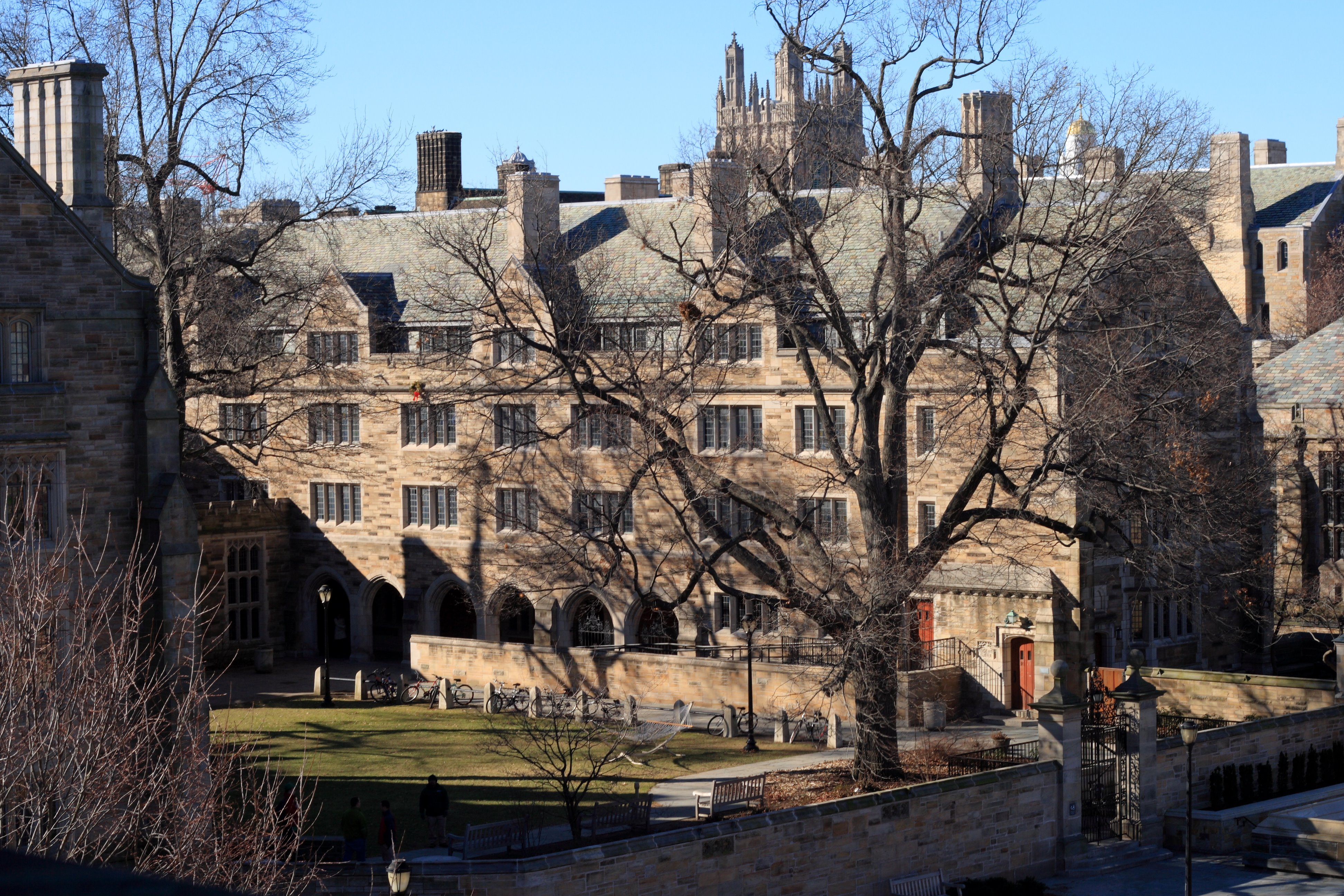
La cour sud de Berkeley College

Berkeley College, un des colleges résidentiels de l'Université Yale, porte le  nom du philosophe irlandais George Berkeley (1685-1753). Situé entre la Bibliothèque Beinecke et le Vieux Campus, le collège est vraiment au cœur de l'université. Les couleurs de Berkeley College sont rouge et blanc, et les mascottes sont le Poulet du Tonnerre et l'Évêque.
Parmi ses étudiants les plus illustres, on citera le journaliste Fareed Zakaria et l'actrice Jordana Brewster. Avant son transfert à l'Université du Wyoming, le 46e vice-président Dick Cheney était aussi un « Berkeleyite ». Actuellement, le doctorant de Berkeley College le plus connu est James Franco. Berkeley a aussi d'illustres étudiants de fiction ; dans la série télévisée américaine Gilmore Girls, Logan Huntzberger, le petit-ami de Rory Gilmore, est étudiant à Berkeley.
Aujourd'hui, la doyenne de Berkeley College est l'historienne d'art Mia Genoni, et le maître est le psychologue Marvin Chun. Environ 400 étudiants de deuxième cycle habitent le collège.

## Les bâtiments
L'architecte James Gamble Rogers créa Berkeley College en style néogothique. C'est le seul collège résidentiel à Yale avec deux cours. Les cours donnent sur Cross Campus, et on peut passer entre les deux par un tunnel souterrain. Dans la Résidence du Sud on trouve
- l'appartement du doyen.
- la salle commune, aux ongulés montés.
- la grande salle des repas, avec petit balcon.
- la Chambre Suisse, une réplique d'une salle du chalet suisse, où le doyen ou le maître peut dîner avec ses invités.
- la Bibliothèque Lazarus, la Salle de la Lecture, et une salle des ordinateurs.
- le café des étudiants, avec tables de billard et de ping-pong.
- un gymnase et une demi-court de basket-ball.
- l'entrée du tunnel souterrain, un peu délabré, avec des peintures murales incomplètes et beaucoup de graffiti des étudiants.

Dans la Résidence du Nord on trouve
- l'autre entrée du tunnel.
- la maison du maître.
- les salles de musique, de photographie, et de travail du bois.
- la Salle Mendenhall, une autre salle commune.

Les étudiants habitent neuf entrées en quatre étages des suites. Chaque suite a une salle commune et quelques chambres à coucher. Les suites voisines de palier partagent une salle de bains.

## La vie des étudiants
Les étudiants du première année habitent le Vieux Campus, traditionnellement à Vanderbilt Hall, mais depuis l'automne de 2011 à L-Dub. Pour les deuxième, troisième, et quatrième années, ils habitent Berkeley College.
Chaque hiver, les Berkeleyites se rassemblent sur Cross Campus pour se battre avec les boules de neige, la Résidence du Nord contre la Résidence du Sud. Chaque printemps, les étudiants jouent aux « Assassins », un jeu de chat qui dure quelques semaines. En avril, on a le « Bishop Bash » (la Fête de l'Évêque) où il y a des compétitions sportives entre les quatre niveaux et un grand dîner à la salle de repas.